# Dove la terra trema
Dove la terra trema (Earthquake Bird) è un film del 2019 scritto e diretto da Wash Westmoreland basato sull'omonimo romanzo di Susanna Jones.

## Trama
Nel 1989 a Tokyo, Lucy Fly è una giovane svedese che lavora come traduttrice in un'azienda manifatturiera ed è sospettata di omicidio quando la sua amica americana, Lily Bridges, scompare.
La trama è talvolta mostrata in flashback, tra cui alcuni dell'infanzia di Lucy, così come scene della sua relazione romantica con Teiji e dell'amicizia con Lily. L'hobby di Teiji è quello di scattare fotografie della natura come riflessi d'acqua ed edifici abbandonati. Quando Teiji incontra per la prima volta Lucy, dice che raramente scatta foto alle persone. Teiji ha l'abitudine peculiare di conservare le sue foto preferite in uno schedario piuttosto che mostrarle al pubblico.
Durante una vacanza sull'isola di Sado, il rapporto tra Lucy e Lily si inasprisce quando Lucy scopre che Teiji ha una relazione romantica con Lily alle sue spalle. In seguito alla scomparsa di Lily, Lucy viene arrestata e interrogata dai detective giapponesi. Lucy afferma di aver ucciso Lily per gelosia, ma viene rilasciata dopo che il corpo ritrovato è stato identificato come appartenente a qualcun altro. Dopo essere stata rilasciata, Lucy scopre delle prove nella collezione fotografica di Teiji che lo incastrano nell'omicidio e nella scomparsa di Lily. Teiji attacca Lucy ma lei lo uccide per autodifesa.
Il film termina con Lucy in un cimitero con la sua amica giapponese, Kato, riflettendo sul passato.

## Distribuzione
Il film viene presentato in anteprima mondiale il 10 ottobre 2019 al BFI London Film Festival. È stato distribuito limitatamente nelle sale cinematografiche statunitensi il 1º novembre 2019, per poi essere distribuito a livello internazionale da Netflix il 15 novembre dello stesso anno.